# Jumanji (livre)
Pour les articles homonymes, voir Jumanji.
Jumanji est un roman pour enfants américain publié en 1981, écrit et illustré par Chris Van Allsburg. En France, il est paru en 1983. Il a fait l'objet de trois adaptations au cinéma et d'une série animée.

## Résumé
Les parents de Judith et Pierre décident de sortir et laissent donc les deux jeunes enfants seuls chez eux. Ne sachant que faire, ils décident d’aller au parc d’en face. C'est alors qu'ils tombent soudain, au pied d'un arbre, sur un jeu dont les règles sortent de l'ordinaire, Jumanji. Les deux jeunes héros de cette aventure sont entraînés dans un univers fantastique, où le quotidien se trouve soudain envahi par des animaux tels que lions, singes, rhinocéros et serpents qui s'échappent du jeu pour envahir la ville. 

## Adaptations

### Films
Le roman a été adapté au cinéma en 1995 par Joe Johnston sous le titre Jumanji. Dans le film, Judy et Peter sont deux orphelins emménageant dans un manoir avec leur tante. Ils trouvent le jeu qui appartenait autrefois à Alan Parrish, un jeune garçon aspiré par le Jumanji dans les années 1960 et qui espère toujours en sortir. En continuant la partie débutée il y a des années, les deux enfants libèrent Alan devenu adulte (Robin Williams) ainsi que des dangers terrifiants tels que moustiques géants, plantes carnivores, crocodiles... 
Une suite du film de 1995, intitulée Jumanji : Bienvenue dans la jungle, est sortie en 2017. Contrairement au premier film, Jumanji n'est plus un jeu de société mais un jeu vidéo.
Ce n'est cette fois plus le jeu qui s'introduit dans notre monde mais les joueurs qui sont attirés dans le jeu qu'ils doivent terminer afin de pouvoir le quitter.
Un troisième film, Jumanji: Next Level, suite du film de 2017, est sorti en 2019.

### Série télévisée d'animation
Une série télévisée d'animation en 40 épisodes de 22 minutes a également été produite. Elle est basée sur le film de Joe Johnston, et a été diffusée aux États-Unis entre le 8 septembre 1996 et le 11 mars 1999 et en France sur France 3 à partir du 10 septembre 1997. Dans chaque épisode, Judy et Peter font une nouvelle partie de Jumanji, lisent l'énigme, et sont aspirés dans le jeu où ils résolvent le mystère affiché.

## Suite
Chris Van Allsburg publie en 2002 une suite intitulée Zathura, un roman de science-fiction dans lequel les habitants d'une maison sont magiquement propulsés dans l'espace. Ce roman est lui-même adapté au cinéma en 2005 sous le titre Zathura : Une aventure spatiale, film réalisé par Jon Favreau.